# Efraim Meisles
Efraim Meisles – izraelski rabin, w latach 2007–2009 przewodniczący i nauczyciel kolelu Gminy Wyznaniowej Żydowskiej w Warszawie.
Urodził się w Hajfie. Jego ojciec pochodził z Polski i jako jedyny z licznego rodzeństwa przeżył Holocaust. Ukończył religijną szkołę średnią w Netanji. Następne siedem lat spędził w Jesziwat haKotel, z czego dwa służył w izraelskiej armii. Ma przygotowanie pedagogiczne do nauczania Tanachu i filozofii żydowskiej. Przez pewien czas uczył się w ultraortodoksyjnej jesziwie i u rabina SzaGaRa w Bejt Morasza. Przez kolejne siedem lat pracował w jesziwie w religijnym kibucu, ucząc Gemary i filozofii. Po ślubie, wraz z żoną zamieszkał w Jerozolimie i przez krótki okres uczył się w kolelu i amerykańskiej jesziwie. Od sierpnia 2007 do lipca 2009 w Gminie Wyznaniowej Żydowskiej w Warszawie prowadził kolel „Torah MiTzion” – stały program edukacyjny dla mężczyzn.
Jest żonaty, ma troje dzieci. Od 23 lutego 2008 był członkiem Rabinatu Rzeczypospolitej Polskiej.